# Luis Estrada (Fußballspieler, 1942)
Luis Estrada (* 25. November 1942 in Mexiko-Stadt), auch bekannt unter dem Spitznamen El Ruso, ist ein ehemaliger mexikanischer Fußballspieler auf der Position eines Linksverteidigers.

## Leben

### Verein
„El Ruso“ Estrada spielte zunächst auf Amateurbasis für eine Mannschaft der Cervecería Modelo, wo er 1962 von Talentspähern entdeckt wurde und bald einen Profivertrag beim Deportivo Toluca FC erhielt, bei dem er spätestens seit der Saison 1963/64 unter Vertrag stand. In den Spielzeiten 1966/67 und 1967/68 gewann er mit Deportivo Toluca zweimal in Folge die mexikanische Fußballmeisterschaft.
Nach dem Torneo México 70, das er noch in Reihen von Deportivo Toluca verbracht hatte, wechselte Estrada zum Club Deportivo Zacatepec, bei dem er von 1970/71 bis 1974/75 unter Vertrag stand.
Die Saison 1975/76 stand er bei Unión de Curtidores unter Vertrag und in der darauffolgenden Saison 1976/77 beim Club Deportivo Veracruz, bevor er seine aktive Laufbein beim Puebla Fútbol Club beendete.

### Olympia 1964
Estrada gehörte zum mexikanischen Aufgebot beim olympischen Fußballturnier von 1964, bei dem er allerdings nicht zum Einsatz kam.

## Ein Freundschaftsspiel gegen Pelé
In den 1960er-Jahren organisierte der Vereinspräsident von Deportivo Toluca, Nemesio Díez, ein Freundschaftsspiel gegen den FC Santos, weil der mit ihm befreundete Adolfo López Mateos, seinerzeit mexikanischer Präsident, unbedingt einmal ein Livespiel mit Pelé sehen wollte. Doch in der ersten Halbzeit kam Pelé nicht zu einem einzigen Ballkontakt, weil Estrada ihn perfekt abgeschirmt hatte. Dies war allerdings nicht nach dem Geschmack des mexikanischen Präsidenten, der die Ballkünste von Pelé bewundern wollte. Deshalb erschien Díez während der Halbzeitpause in der Mannschaftskabine und verfügte die Auswechslung von Estrada mit den Worten: „Meine Gäste sind gekommen, um Pelé zu sehen und nicht dich.“

## Erfolge
- Mexikanischer Meister: 1966/67, 1967/68
- Mexikanischer Supercup: 1967, 1968